# Rachid Ferchiou
Rachid Ferchiou (رشيد فرشيو) nascut el 1941 a Bardo prop de Tunis, és un director Tunísian, també guionista i productor de cinema i a televisió.

## Filmografia
- 1972 : Yosra (director i guionista)[3]
- 1972 : Ommi Traki (productor)[3]
- 1975 : Les Enfants de l'ennui (director i productor)[3]
- 1989 : Automne 86 (director et productor)[3]
- 1995 : Échec et mat (director)[3]
- 2007 : L'Accident (director)[1]
- 2013 : Les Épines du jasmin (director, guionista i productor)[4]
- 2014 : My China Doll